# Eugenio Nasarre
Eugenio Nasarre Goicoechea (Madrid, 2 de marzo de 1946-Madrid, 27 de enero de 2024) fue un político español.

## Biografía
Licenciado en Derecho, Filosofía y en Ciencias Políticas por la Universidad Complutense de Madrid. Se graduó en Periodismo por la Escuela de Periodismo de la Iglesia.
Fue funcionario del Cuerpo Superior de Administradores Civiles del Estado. Ingresó en 1972 con el número uno de su promoción.
En su etapa universitaria fue miembro de las Juventudes de Acción Católica (JEC) y dirigente de la asociación clandestina Unión de Estudiantes Demócratas (UED). Se incorporó a las Juventudes Demócratas-Cristianas en 1966. Fue Secretario de Redacción de la revista Cuadernos para el Diálogo (1966-70) y miembro de su Consejo de Dirección.
Inició su andadura política durante la época de la Transición española en el sector democristiano. Militó en Izquierda Democrática, el partido democristiano de Joaquín Ruiz-Giménez. En noviembre de 1977 se integró en la Unión de Centro Democrático (UCD) y en los Gobiernos de Adolfo Suárez y Leopoldo Calvo-Sotelo desempeñó los cargos de: Director del Gabinete del Ministro de Educación y Ciencia junto a Íñigo Cavero; director general de Asuntos Religiosos del Ministerio de Justicia; Subsecretario del Ministerio de Cultura y director general de Radio Televisión Española (RTVE).
En el año 1983, con la desaparición de UCD, abandonó la militancia política y se reincorporó a la función pública. Entre otros destinos, fue director del Gabinete de Estudios del Defensor del Pueblo y Consejero de Información en la Embajada de España en Roma.
En 1991 se afilió al Partido Popular. Colaboró en la Fundación FAES (1991-96). Fue Consejero de RTVE (1993-96). Fue Secretario General de Educación en el primer Gobierno de José María Aznar y posteriormente dirigió el Departamento de Estudios del Gabinete del Presidente del Gobierno.
Fue elegido diputado a Cortes Generales en las VII, VIII, IX y X legislaturas. Fue presidente de la Comisión de Educación y Cultura (2000-04); portavoz del PP en la Comisión de Educación y Ciencia (2004-08); Vicepresidente de la Comisión de Administraciones Públicas (2008-11) y Vicepresidente de la Comisión de Educación y miembro de la Comisión Constitucional del Congreso de los Diputados (2011-15).
En 2016 abandonó la vida política activa para dedicarse a distintos ámbitos de la sociedad civil, especialmente al europeísmo y a la renovación del pensamiento inspirado en el humanismo cristiano.
Ha sido Presidente del Consejo Federal Español del Movimiento Europeo (2012-2018) y Vicepresidente de dicha asociación. Fue Vicepresidente de la Fundación Valores y Sociedad y Patrono de la Fundación de Educación Católica, Consejero Nacional de la Asociación Católica de Propagandistas y miembro del Instituto Internacional Jacques Maritain.
Ha sido vicepresidente de Paneuropa España y galardonado con el Premio Otto de Habsburgo.
Asimismo, fue Vicepresidente de la Asociación de Ex Diputados y Exsenadores de las Cortes Generales.
Ha sido condecorado con la Gran Cruz de la Orden Civil de Alfonso X el Sabio (2012) y con la Orden del Mérito Constitucional (2011).